# Jubulopsis novae-zelandiae
Jubulopsis novae-zelandiae là một loài Rêu trong họ Jubulopsaceae. Loài này được (E.A. Hodgs. & S.W. Arnell) R.M. Schust. mô tả khoa học đầu tiên năm 1970.